# Oberaarhorn
Das Oberaarhorn ist ein Berg der Berner Alpen und liegt an der Grenze zwischen den Schweizer Kantonen Wallis und Bern. Sein Gipfel auf 3631 m ü. M. ist der Dreipunkt zwischen den Becken des Studergletschers (Wallis), des Finsteraargletschers und des Oberaargletschers (Bern).